# LOVE ON TV
LOVE ON TV（ラブオンティービー）は、北海道放送（HBC）にて2005年11月17日～2007年3月29日の間放送されていた深夜番組である。

## 放送時間
- 木曜日24時25分～24時55分（2005年11月～2006年9月）
- 木曜日24時55分～25時20分（2006年10月～2007年3月）

## 概要
音楽・映画・ファッション・アートなど様々な最新カルチャー情報を伝えているオシャレなテイストの番組。ナレーションの邑田みさきアナウンサーの退社に伴い打ち切り。
本番組終了後、HBCテレビにおける自社制作の深夜バラエティ番組はそれから1年半後に開始された『ジョシアナ』（2008年10月～2009年3月）まで登場しなかった。